# Daniel Casper von Lohenstein

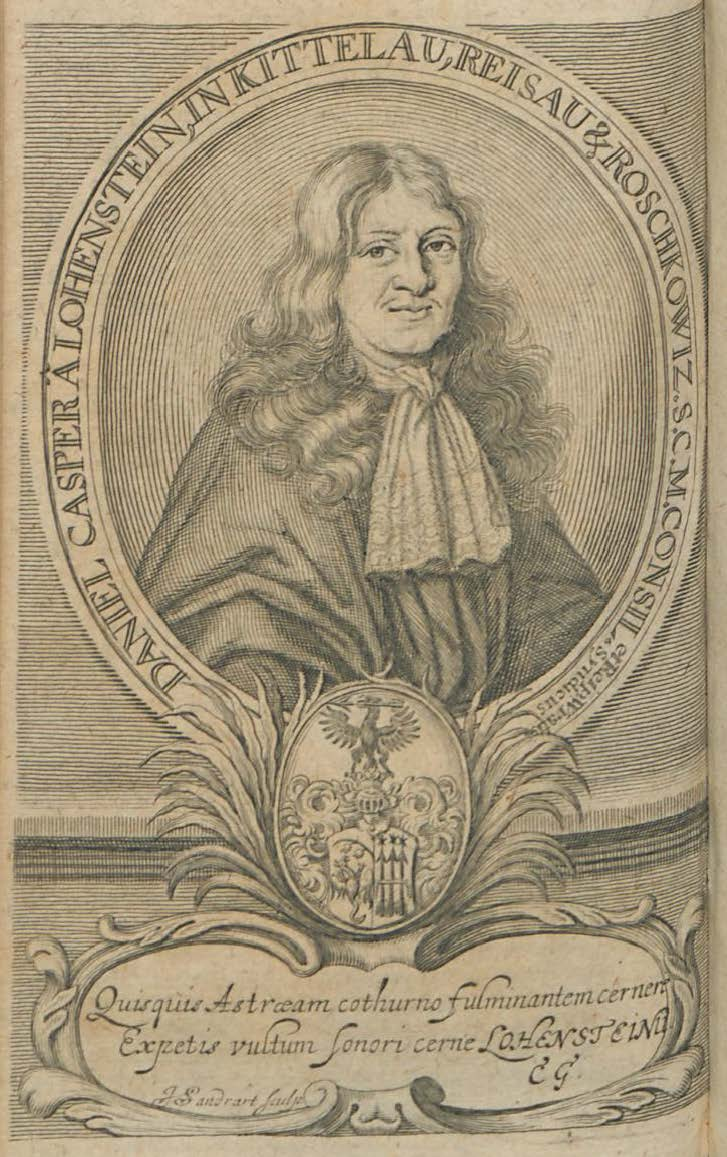
Daniel Casper von Lohenstein

Daniel Casper von Lohenstein (vlastním jménem Daniel Casper; 25. ledna 1635, Nimptsch (Niemcza) – 28. dubna 1683, Breslau) byl německý barokní básník, dramatik a diplomat.

## Biografie
Narodil se ve Slezsku jako nejstarší syn úředníka. V letech 1642–1651 navštěvoval gymnázium v dnešní Vratislavi, posléze studoval právo na univerzitě v Lipsku (1651) a Tübingenu (1653), kde také roku 1655 obdržel doktorský titul.